# U.S. Route 80
La Ruta 80, Ruta Federal 80 o la U.S. Route 80 es una carretera federal de este-oeste en los Estados Unidos. A como indica el "0" en el número de la ruta, fue anteriormente una ruta que atravesaba el país, desde el Atlántico al Pacífico. Sin embargo, todo el segmento al oeste de Dallas, Texas, ha sido clausurada en favor a varias carreteras interestatales y carreteras estatales. Actualmente, la terminal del extremo este se encuentra en Tybee Island, Georgia, en el océano Atlántico. Su terminal occidental se encuentra en Dallas y Mesquite, Texas, en una intersección con la Interestatal 30.

### Rutas relacionadas
- U.S. Route 180
- U.S. Route 280
- U.S. Route 380